# Andrzej Hieronim Zamoyski
Andrzej Hieronim Zamoyski (Bieżuń, 12 febbraio 1716 – Zamość, 10 febbraio 1792) è stato un nobile e politico polacco.

## Biografia
Era il figlio di Michał Zdzisław Zamoyski, e della sua prima moglie, Anna Działyńska.

## Carriera
Per cinque anni consecutivi (1726-1731) studiò all'estero. Inizialmente a Lipsia, poi probabilmente a Praga e in una città italiane. Nel 1733, insieme a tutta la sua famiglia, firmò l'elezione di Stanisław Leszczyński. Dal 1735 al 1740 continuò gli studi all'estero, inizialmente a Parigi e poi alla Ritter-Akademie di Legnica. 
Prestò servizio nell'esercito sassone raggiungendo il grado di colonnello (1745-1754).
Nel 1764 fu uno dei leader del campo di Familia e un elettore di Stanisław August Poniatowski. Nel 1766 divenne presidente del comitato della zecca.
Era un uomo guidato dagli ideali dell'Illuminismo e nel sistema politico sotto l'influenza di Montesquieu, sostenendo una triplice divisione del potere. 
Dal 1776, ha lavorato alla codificazione della legge del Commonwealth, noto come Codice Andrzej Zamoyski, respinto dal Sejm nel 1780 a seguito di intrighi del nunzio papale e dell'ambasciatore russo. Nello spirito dell'Illuminismo, abolì la schiavitù e lo sostituì con l'affitto.
Divenne membro del Comitato nazionale per l'istruzione (1773-1775).

## Matrimonio
Nel 1768 sposò la principessa Konstancja Czartoryska (1742-1792), figlia di Stanisław Kostka Czartoryski. Ebbero tre figli:
- Aleksander August Zamoyski (1770-1800);
- Stanisław Kostka Zamoyski (1775-1856);
- Anna Zamoyska (1780-1859), sposò Aleksander Antoni Sapieha, ebbero tre figli.